# Harun e il mar delle storie
Harun e il mar delle storie è un libro per ragazzi di Salman Rushdie del 1990. Fu il primo romanzo scritto da Rushdie dopo I versi satanici.

## Trama
La trama segue lo schema classico del racconto popolare, in cui un giovane eroe viaggia verso terre straniere per spezzare un incantesimo che opprime il suo paese d'origine. 
Harun infatti vive in un paese triste che non ha nome situato presso un mare dolente, ("il mare delle storie") che il malvagio mago Khattamm-shud vuole avvelenare.
Nel corso della storia viene spesso aiutato da personaggi soprannaturali e si scontra con il mago che alla fine verrà sconfitto.  Nonostante tutti i pericoli Harun riuscirà a sconfiggere il male e a riportare in vita il mare delle storie, avendo in premio la liberazione anche del suo paese dalla maledizione. Il suo paese tornerà ad avere un nome e suo padre riprenderà a narrare storie meravigliose.
L'americano Charles Wuorinen ha scritto un'opera sull'argomento di Harun.